# پیتر ماکریلوس
پیتر ماکریلوس (انگلیسی: Peter Makrillos؛ زادهٔ ۴ سپتامبر ۱۹۹۵) بازیکن فوتبال اهل استرالیا است.
وی همچنین در تیم ملی فوتبال زیر ۲۰ سال استرالیا بازی کرده‌است.